# Seddiner See
Seddiner See è un comune tedesco, situato nel Land del Brandeburgo.
Non esiste alcun centro abitato denominato «Seddiner See»; si tratta pertanto di un comune sparso.

## Storia
Il comune di Seddiner See fu creato il 20 settembre 1993 dalla fusione dei comuni di Kähnsdorf, Neuseddin e Seddin.

## Società

### Evoluzione demografica
- Sviluppo della popolazione dal 1875 entro gli attuali confini (Linea Blu: Popolazione; Linea puntata: Confronto dello sviluppo della popolazione dello Stato del Brandenburgo; Sfondo grigio: Ai tempi del governo nazista; Sfondo rosso: Al tempo del governo comunista)
- Sviluppo recente della popolazione (Linea blu) e previsioni

| Anno | Abitanti |
| ---- | -------- |
| 1875 | 438      |
| 1890 | 434      |
| 1910 | 589      |
| 1925 | 1 091    |
| 1939 | 1 806    |
| 1950 | 2 711    |
| 1964 | 2 692    |

| Anno | Abitanti |
| ---- | -------- |
| 1971 | 2 755    |
| 1981 | 3 747    |
| 1985 | 3 921    |
| 1990 | 4 167    |
| 1995 | 4 268    |
| 2000 | 4 339    |
| 2005 | 4 279    |

| Anno | Abitanti |
| ---- | -------- |
| 2010 | 4 198    |
| 2015 | 4 349    |
| 2016 | 4 444    |
| 2017 | 4 606    |
| 2018 | 4 590    |
| 2019 | 4 551    |
| 2020 | 4 511    |

Fonti dei dati sono nel dettaglio nelle Wikimedia Commons..

## Geografia antropica
Il comune di Seddiner See è suddiviso nelle frazioni (Ortsteil) di Kähnsdorf, Neuseddin e Seddin, corrispondenti agli ex comuni fusisi nel 1993.

### Esplicative
1. ↑  Letteralmente: «Lago di Seddin».

### Bibliografiche
1. ↑  Amt für Statistik Berlin-Brandenburg - Ente statistico Berlino-Brandeburgo
2. ↑  (DE) Drittes Gesetz zur Gemeindegliederung im Land Brandenburg, § 1, Abs. 1, su bravors.brandenburg.de.
3. ↑  Fonti dei dati sono nel dettaglio nelle Wikimedia Commons. Population Projection Brandenburg at Wikimedia Commons
4. ↑   Population Projection Brandenburg at Wikimedia Commons, su commons.wikimedia.org.
5. ↑  (DE) Hauptsatzung der Gemeinde Seddiner See, § 11, Abs. 1. (PDF), su seddiner-see.de.